# Morros (ort i Brasilien, Maranhão, Alto Parnaíba)
Morros är en ort i Brasilien.   Den ligger i kommunen Alto Parnaíba och delstaten Maranhão, i den centrala delen av landet, 700 km norr om huvudstaden Brasília. Morros ligger 484 meter över havet och antalet invånare är 4 829.
Terrängen runt Morros är platt. Trakten runt Morros är nära nog obefolkad, med mindre än två invånare per kvadratkilometer..
Omgivningarna runt Morros är huvudsakligen savann.